# 赤星有隆
赤星 有隆（あかほし ありたか）は、鎌倉時代中期の武将。肥後赤星氏初代当主。

## 経歴・人物
文永11年（1274年）文永の役に兄の菊池武房と共に参陣し、赤坂まで攻め入った元軍を破り、撃退し武功を挙げた（赤坂の戦い）。のち後醍醐天皇の命で、娘婿の菊池武時に従い、鎮西探題の赤橋英時を攻めるがこれに敗れ、戦死した。